# Pierre Chenal
Pierre Chenal (Bruxelas, 5 de dezembro de 1904 — Paris, 23 de dezembro de 1990) foi um cineasta e roteirista belga.